# Хьюз, Деклан
Де́клан Хьюз (англ. Declan Hughes, род. 27 апреля 1973 года) — североирландский профессиональный игрок в снукер; также играет на любительском уровне в пул.
Впервые попал в мэйн-тур в 2008 году после того, как занял первое место в чемпионате Северной Ирландии в старшей возрастной категории. В своём дебютном сезоне в качестве профессионала Хьюз не выиграл ни одного матча, заняв в итоге последнее, 96 место в мировом рейтинге. Таким образом, в сезоне 2009/10 североирландец играл в туре PIOS.
В 2008 году Хьюз победил на чемпионате Ирландии по девятке.